# Fabens
Fabens és una concentració de població designada pel cens dels Estats Units a l'estat de Texas. Segons el cens del 2008 tenia 7.362 habitants.

## Demografia
Segons el cens del 2000, Fabens tenia 8.043 habitants, 2.147 habitatges, i 1.874 famílies. La densitat de població era de 841,6 habitants per km².
Dels 2.147 habitatges en un 55,9% hi vivien nens de menys de 18 anys, en un 59,7% hi vivien parelles casades, en un 23,5% dones solteres, i en un 12,7% no eren unitats familiars. En l'11,2% dels habitatges hi vivien persones soles el 5,6% de les quals corresponia a persones de 65 anys o més que vivien soles. El nombre mitjà de persones vivint en cada habitatge era de 3,75 i el nombre mitjà de persones que vivien en cada família era de 4,07.
Per edats la població es repartia de la següent manera: un 39,3% tenia menys de 18 anys, un 11,1% entre 18 i 24, un 26,7% entre 25 i 44, un 15,1% de 45 a 60 i un 7,8% 65 anys o més.
L'edat mediana era de 25 anys. Per cada 100 dones de 18 o més anys hi havia 84,9 homes.
La renda mediana per habitatge era de 18.486$ i la renda mediana per família de 20.451$. Els homes tenien una renda mediana de 17.432$ mentre que les dones 16.354$. La renda per capita de la població era de 6.647$. Aproximadament el 41,2% de les famílies i el 43,3% de la població estaven per davall del llindar de pobresa.

## Poblacions més properes
El següent diagrama mostra les poblacions més properes.